# Маряна Марраш
Маряна бінт Фатхалла бін Насралла Маррáш (араб. مريانا بنت فتح الله بن نصر الله مرّاش 1848—1919), також відома як Маряна аль-Марраш або Маряна Марраш аль-Халабі — османська сирійська поетка, представниця течії Нахда, сестра Франсіса Марраша і Абдалли Марраша . Вона — перша сирійська жінка, яка опублікувала збірку віршів. Можливо, була першою жінкою, яка робила дописи до арабської періодичної преси.

## Біографія
У 1870 році вона почала писати статті для журналів, особливо журналів бейрутських «Лісáн аль-хáл» і «аль-Жінáн». У 1893 році в Бейруті змогла видати свою збірку віршів «Бинт ФІКР» («Мислення донька») після того, як написала вірш, який возвеличував султана Абдул-Гаміда II . Написала перший історичний твір про Сирійські райони пізньої Османської імперії.